# Patrice O'Quin
Pour l’article ayant un titre homophone, voir O'Quinn.
Patrice O’Quin est un homme politique français né le 21 février 1822 à Pau (Pyrénées-Atlantiques) et décédé le 4 mai 1878 à Pau. Il fut député des Basses-Pyrénées de 1852 à 1865, et maire de Pau de 1860 à 1865.

## Biographie
Patrice (ou Patrick) O’Quin nait à Pau le 21 février 1822.
Il est le descendant d’une vieille famille irlandaise installée en Béarn depuis plusieurs générations. Ses ancêtres irlandais étaient arrivés en France à la fin du XVIIe siècle, à la suite du roi catholique Jacques II d’Angleterre, chassé du trône par la révolution de 1688.
Après des études de droit à Paris, il exerce comme avocat à Pau. Parallèlement, il travaille comme journaliste au Mémorial des Pyrénées, l’une des principales publications de la presse régionale de l’époque. En 1842, il assure dans ce journal la traduction de l’ouvrage du Docteur Alexander Taylor De l’influence curative du climat de Pau et des eaux minérales des Pyrénées sur les maladies, qui vante les mérites du climat palois, et contribue grandement à la notoriété de la ville. En 1847, il devient directeur de la rédaction du Mémorial des Pyrénées.
De 1852 à 1865, il est membre du conseil général et député des Basses-Pyrénées, siégeant dans la majorité soutenant le Second Empire. Spécialiste des questions économiques, il est à plusieurs reprises rapporteur du Budget. Il devient maire de Pau en 1860, où il est à l’origine de grands chantiers d’assainissement et d’embellissement de la ville. Il est nommé officier de la Légion d’honneur en 1863.
Après avoir démissionné pour raison de santé de ses fonctions de maire et de député en 1865, il se tourne vers une nouvelle carrière et devient Trésorier-Payeur général des Basses-Pyrénées à Pau. À la suite de la révolution du 4 septembre 1870, il est appelé à Bordeaux par le Gouvernement de la Défense Nationale pour apporter sa contribution aux mesures financières engagées, et assure les fonctions de sous-gouverneur de la Banque de France par intérim.
Décédé à Pau le 4 mai 1878 à l’âge de 56 ans au terme d’une longue maladie, Patrice O’Quin est enterré avec les honneurs dus à son rang au cimetière municipal de Pau. 

## Monuments
- Rue portant son nom à Pau (Pyrénées-Atlantiques).
- Hommage à sa mémoire sur la stèle dédiée aux anciens maires de la ville au cimetière municipal de Pau.